# Frydenholm
Frydenholm er en roman af Hans Scherfig, der udkom i 1962 som en fortsættelse af romanen Idealister.
Bogens centrale omdrejningspunkt er den tyske besættelse af Danmark 1940-45 med fokus på  regeringens og den jævne danskers holdning til besættelsen og samarbejdspolitikken. 
Scherfigs tilgang er kritisk, og persongalleriet i den lille landsby Frydenholm ved Præstø på Sydsjælland beskrives bidende satirisk og nådesløst. Ligeledes beskrives regeringens, justitsapparatets og politiets rolle i den grundlovsstridige fængsling af godt 200 danske kommunister i 1941.

## Mulige inspirationskilder
Erik Wilhelm Grevenkop-Castenskiold til Store Frederikslund anses i almindelighed for at være model for grev Preben Rosenkop-Frydenskjold i Scherfigs satiriske roman. Denne opfattelse blev fremsat af flere aviser ved hans dødsfald. Imidlertid har Scherfig selv advaret mod at tolke Frydenholm som en nøgleroman i sit "Efterskrift" til romanen: "Frydenholm ligger i romanens virkelighed og ikke på noget virkeligt generalstabskort".
Der er imidlertid så mange lighedspunkter mellem Erik Wilhelm Grevenkop-Castenskiold og den fiktive grev Preben Rosenkop-Frydenskjold, at det er klart, at godsejeren har været en af Scherfigs inspirationskilder. En væsentlig forskel består deri, at Erik Grevenkop-Castenskiold ifølge Bovrup-Kartoteket forlod nazistpartiet allerede i 1941 i protest mod DNSAP's afhængighed af Tyskland. Der findes heller ikke dokumentation for, at Grevenkop-Castenskiold skulle have modtaget tyske personligheder på sit slot. Denne side af Scherfigs romanperson er dog ifølge Arne Broegaards "Nøgle til Frydenholm" snarere hentet fra godsejer Jørgen Sehested til Broholm på Fyn.
Slottet Frydenlund var fra 1929 til 1952 ejet af højesteretssagfører Geo. K. Schiørring, som i 1946 blev dømt for værnemageri.